# Malicorne
Malicorne — французская группа, основанная парой Габриэль и Мари Якубами в 1973 году. Вероятно, группа была названа в честь города Malicorne в северо-западной Франции, известного благодаря местному фарфоро-фаянсовому производству. Несколько первых альбомов группы назывались просто «Malicorne», и с тех пор принято обозначать их по номерам, даже если на обложке диска номер не указан. Так, дебютный альбом Malicorne 1 (1974) был записан Якубами, Лораном Веркамбром и Юго де Курсоном. На альбоме Malicorne 4 (1977) к ним присоединяется Оливье Здрзалик на басах, ударных и в качестве вокалиста.
Концептуальный альбом L'Extraordinaire Tour de France d'Adelard Rousseau (1978), рассказывающий о путешествиях по Франции гильдии ремесленников, продемонстрировал более экспериментальное и наиболее захватывающее звучание группы, как и следующий альбом Le Bestiaire (1979). Тем временем число участников группы выросло до 12 человек, в состав группы входил даже Брайан Гулланд из английской группы Gryphon. Коммерческий успех толкал группу в сторону поп-музыки, в итоге альбом Balançoire En Feu (1981) оказался для многих разочарованием. После издания альбома Les Cathédrales de L'Industrie (1986) и прощального тура 1987/1988 группа распалась.
Однако в 2011 году основатели Габриэль и Мари Якубы возрождают группу в виде Gabriel et Marie de Malicorne с обновлённым составом участников.

## Дискография

### Как Gabriel & Marie Yacoub
- 1973: Pierre de Grenoble

### Как Malicorne
- 1974: Malicorne 1 (aka "Colin") (studio album #00)
- 1975: Malicorne 2 (aka "Le Mariage anglais") (studio album #01)
- 1976: Almanach (studio album #02)
- 1977: Malicorne 4 (aka "Nous sommes chanteurs de sornettes") (studio album #03)
- 1978: Quintessence (Best Of #1) (studio album #04)
- 1978: L'Extraordinaire tour de France d'Adélard Rousseau (studio album #05)
- 1979: En Public (live #1: live recording of 2 shows on 2 & 3 December 1978 at El Casino, Montréal, Québec, Canada)
- 1979: Le Bestiaire (studio album #06)
- 1981: Balançoire En Feu (studio album #07)
- 1986: Les Cathédrales de L'Industrie (studio album #08)
- 1989: Légende : Deuxième Époque (Best Of #2)
- 1996: Vox (Best Of #3)
- 2005: Marie de Malicorne (Best Of #4)
- 2011: Concert exceptionnel aux Francofolies de la Rochelle (live #2: live recording of the show on 15 July 2010 at the Francofolies festival, La Rochelle, France ; 1CD & 1DVD)

## Видеоклипы
- Malicorne - une fille dans le désespoir Архивная копия от 23 августа 2017 на Wayback Machine
- Malicorne - le mariage anglais Архивная копия от 17 декабря 2017 на Wayback Machine
- Malicorne - l'écolier assassin Архивная копия от 6 марта 2019 на Wayback Machine
- Malicorne - balançoire en feu Архивная копия от 12 мая 2014 на Wayback Machine
- Malicorne - big science Архивная копия от 13 мая 2014 на Wayback Machine
- Malicorne - le luneux Архивная копия от 12 августа 2017 на Wayback Machine